# Menka
Pour les articles homonymes, voir Menka (homonymie).
Menka est un vizir supposé du pharaon Ninetjer. C'est le plus ancien dont on ait gardé la trace.
Il est mentionné avec le titre de tjaty sur un récipient en pierre trouvé dans la pyramide à degrés du pharaon Djéser,.